# 宮崎まさる
宮崎 まさる（みやざき まさる、1956年9月13日 - ）は、日本の漫画原作者。新潟県上越市生まれ。

## 人物
本名：宮崎克（みやざき まさる）。漫画原作者としては当初使用した「宮崎まさる」、メインで使用している「宮崎克」（2007年末ごろからは「宮﨑克」）のほか、鐘田頌太朗、金田正太朗、写楽麿、観月昴、高田信などのペンネームを持つ。このうち、写楽麿（しゃらく まーろー）というペンネームは、「子供の頃に憧れたシャーロック・ホームズと、大人になって憧れたフィリップ・マーロウ」に由来する。
代表作に、ファミコンソフト化もされたギャンブル漫画『100万$キッド』（宮崎まさる名義、作画：石垣ゆうき）、アニメ化もされたミステリー漫画『人形草紙あやつり左近』（写楽麿名義、作画：小畑健）、「このマンガがすごい! 2012」オトコ編第1位に選ばれたドキュメンタリー漫画『ブラック・ジャック創作秘話〜手塚治虫の仕事場から〜』（宮﨑克名義、作画：吉本浩二）、テレビ東京系で連続ドラマ化されたアウトロー漫画『新宿セブン』（観月昴名義、作画：奥道則）などがある。
同じ上越市出身である漫画家のあだちつよしと組むことも多く、このコンビでの代表的な作品に『怪奇まんが道』シリーズ（宮﨑克名義）がある。

## 略歴
新潟県立直江津高等学校を卒業後、上京して大学に入学。大学時代はミステリー研究会に所属した。卒業後、カメラの会社で働く。
ミステリーや歴史小説が好きで、当初は小説家を目指していた。実際に小説を数冊出したことがあるとインタビューで述べているが、その作品名や筆名は明かしていない。
1981年、第4回週刊少年マガジン原作賞入選。1986年、第2回月刊フレッシュジャンプ漫画原作部門入選。29歳で専業の漫画原作者となる。このころの作品に、『月刊フレッシュジャンプ』1986年7月号から10月号まで連載された『アリスがヒーロー』（宮崎まさる名義、作画：ともながひでき）や、『週刊少年マガジン』に連載された『100万$キッド』（宮崎まさる名義、作画：石垣ゆうき、1986年9月24日号 - 1988年4月20日号）がある。また、『100万$キッド』連載中に同誌で、鐘田頌太朗名義で『名探偵Mr.カタギリ』（作画：宇野比呂士、1986年10月15日号 - 1988年4月6日号）の原作も手掛けた。『週刊少年マガジン』では続いて石垣ゆうきとのコンビで、『あいつはアインシュタイン』（宮崎まさる名義、1989年1月18日号 - 1989年5月24日号）を連載した。
その後、主な活動の場を『週刊少年ジャンプ』に移し、『METAL FINISH』（宮崎まさる名義、作画：鶴岡伸寿、1990年41号 - 1991年1・2合併号）、『力人伝説 -鬼を継ぐもの-』（宮崎まさる名義、作画：小畑健、1992年52号 - 1993年23号）、『暗闇をぶっとばせ!』（宮崎博文名義、作画：今泉伸二、1994年2号 - 16号）、『人形草紙あやつり左近』（写楽麿名義、作画：小畑健、1995年23号 - 1996年1号）の原作を担当。このうち『人形草紙あやつり左近』は打ち切りとなるものの、後に小畑健の人気が高まったことに伴って作品の内容が再評価されてアニメ化もされるなど、宮崎の代表作の1つとなった。
1996年、『ビッグコミックオリジナル』で『ポワ朗 焼け跡探偵帖』（金田正太朗名義、作画：円堂たいが）の連載を開始し、活動の幅を青年漫画誌にも広げた。
2001年ごろ故郷の上越市に戻り、以降は上越市を拠点にし、打ち合わせのため東京に行くという形で仕事を進めている。
2011年、『ブラック・ジャック創作秘話〜手塚治虫の仕事場から〜』（宮﨑克名義、作画：吉本浩二）で「このマンガがすごい! 2012」オトコ編第1位に選ばれた。

## 作風
ミステリーを得意とし、手掛けたミステリー漫画は発表順に、『名探偵Mr.カタギリ』、『暗闇をぶっとばせ!』、『人形草紙あやつり左近』、『ポワ朗 焼け跡探偵帖』、『はいからさん探偵帳 明治浪漫奇譚』、「ファーブル探偵記」、『殴人K（なぐりびとケイ）』、「刑事あげいん」、「RYŌ」、『動物探偵まどかの推理日誌』、『月（ルナ）は囁く』などがある。
ほかにも時代劇やドキュメンタリー等、幅広いジャンルの原作を執筆している。
漫画家・編集者に見せる原作はシナリオ形式で書いているが、重要なシーンは小説のような書き方をしている。また原作執筆はワープロからパソコンへ移行したが、富士通の親指シフトキーボードを愛用している。

## 作品一覧

### 宮崎まさる名義
- アリスがヒーロー（『月刊フレッシュジャンプ』集英社、全1巻、1987年刊 / Kindle版あり）作画：ともながひでき
- 100万$キッド（原案協力）（『週刊少年マガジン』講談社、全9巻［1987-1988年刊］、デラックス版、講談社漫画文庫版）作画：石垣ゆうき
  - 1989年 ファミコンソフト化（『100万$キッド 幻の帝王編』、ソフエル）
- あいつはアインシュタイン（『週刊少年マガジン』講談社、全3巻、1989年刊）作画：石垣ゆうき
- METAL FINISH （『週刊少年ジャンプ』集英社、全2巻、1991年刊 / Kindle版あり）作画：鶴岡伸寿
- 199X年Jデー 近未来国際政治劇画（『日刊ゲンダイ』連載、監修・原案：高野孟、単行本はプレジデント社、全1巻、1991年刊）作画：五島伝明
- 皇帝戦士斑鳩 聖徳太子異伝（『週刊少年サンデー』小学館 1992年16号-28号連載、単行本は光文社〈少年王コミックス〉、全1巻、1995年刊）作画：斎藤亜弓（連載時「斉藤亜弓」）
- 力人伝説 -鬼を継ぐもの-（『週刊少年ジャンプ』集英社、全3巻、1993-1994年刊）作画：小畑健
- ザ・ドラえもんズ スペシャル（『小学五年生』『小学六年生』小学館、全12巻、1997-2002年刊）作画：三谷幸広
- 聖闘士（セイント）BLADERS ベイブレードバトルストーリー（『小学五年生』小学館、全3巻、2002-2003年刊）作画：印照 ※宮﨑まさる名義

### 宮崎克 / 宮﨑克（みやざき まさる）名義
- 名探偵コナンの世界名探偵図鑑（『小学五年生』1997年6月号、『小学六年生』1997年6月号）
- 風奔る 松田優作物語（宝島社、1998年刊）作画：高岩ヨシヒロ
- 松田優作物語（『ヤングチャンピオン』秋田書店、全6巻+00巻［『風奔る』の改訂版］、2000-2002年刊）作画：高岩ヨシヒロ
- はいからさん探偵帳 明治浪漫奇譚（『Nighty Judy』『Judyオリジナル』小学館、全1巻、2000年刊 / Kindle版あり）作画：佐柄きょうこ
- ファーブル探偵記（『月刊少年ジャンプ極上』集英社 2000年9月増刊号 / 佐倉ケンイチ『コトクリ』第3巻に収録）作画：佐倉ケンイチ
- 新選組黙示録（『ヤングチャンピオン』秋田書店、全7巻、2004-2006年刊 / Kindle版あり）作画：乾良彦
- 真田戦国史〜比興の者〜（『プレイコミック』秋田書店、全2巻、2006-2007年刊 / Kindle版あり）作画：ケン月影
- シニザマ（『週刊漫画ゴラク』日本文芸社、2020年刊）作画：細川忠孝

以降、崎→﨑に表記変更
- バイオハザード アンブレラ・クロニクルズ 崩壊への序曲（『週刊少年チャンピオン』秋田書店 2007年50号・51号［前後編］）作画：松枝尚嗣
- イノセント〜処刑天使〜（『プレイコミック』秋田書店、全1巻、2009年刊 / Kindle版あり）作画：高岩ヨシヒロ
- ブラック・ジャック創作秘話〜手塚治虫の仕事場から〜（『週刊少年チャンピオン』『別冊少年チャンピオン』秋田書店、全5巻、2011-2014年刊 / Kindle版あり）作画：吉本浩二
  - 2013年 TVドラマ化
- RYŌ（『ヤングキング』少年画報社 2012年21号・22号）作画：乾良彦
- ファーストレディ（『週刊漫画ゴラク』日本文芸社、全1巻、2013年刊 / Kindle版あり）作画：藤原芳秀
- 動物探偵まどかの推理日誌（『月刊少年ライバル』講談社、全4巻、2013-2014年刊）作画：左藤圭右
- 月（ルナ）は囁く（『ビッグコミックオリジナル増刊』小学館 上下巻、2016年刊）作画：青木朋
- TVアニメ創作秘話 〜手塚治虫とアニメを作った若者たち〜（『週刊少年チャンピオン』秋田書店、全1巻、2019年8号 - 15号）作画：野上武志
- がんばりょんかぁ、マサコちゃん（『ビッグコミックスピリッツ』小学館、2021年8号[12] - 2023年46号[13]）作画：魚戸おさむ、監修：相澤冬樹・赤木雅子
- カレーマン（『ビッグコミックオリジナル』小学館、2022年15号[14] - 2024年1号[15]）漫画：はしもとみつお

### 宮崎博文（みやざき ひろふみ）名義
- 暗闇をぶっとばせ! （『週刊少年ジャンプ』集英社、全2巻、1994年刊 / Kindle版あり）作画：今泉伸二

### 宮﨑二郎（みやざき じろう）名義
- ザ・ガードBOY（『週刊少年サンデー 増刊号』小学館、全2巻、1994-1995年刊 / 小学館オンデマンド・コミックス版[16]）作画：風巻弦

### 鐘田頌太朗（かねだ しょうたろう）名義
- 名探偵Mr.カタギリ（『週刊少年マガジン』講談社、全5巻、1987-1988年刊）作画：宇野比呂士

### 金田正太朗（かねだ しょうたろう）名義
- ポワ朗 焼け跡探偵帖（『ビッグコミックオリジナル』小学館、全2巻、1997-1998年刊）作画：円堂たいが

### 写楽麿（しゃらく まーろー）名義
- 人形草紙あやつり左近（『週刊少年ジャンプ』集英社、ジャンプ・コミックス全4巻［1995-1996年刊］、文庫版全3巻、リミックス版 / Kindle版あり）作画：小畑健
  - 1999-2000年 アニメ化
- あなたは犯罪心理捜査官（二見書房、1996年 / Kindle版あり） - 推理クイズ集の小説パートを担当
- ユニバーサルナッツ UNIVERSAL NUTS（レイアップ、セガサターン版、1997年 / プレイステーション版、1998年） - ゲームソフトのシナリオを担当 / キャラクターデザイン：内田順久
- 以下の3冊は、『金田一少年の事件簿』の原作者・金成陽三郎とともに「監修」を担当
  - 真犯人は!? 名探偵が解き明かす 未解決事件の謎（バンブーコミックス、竹書房、2015年2月発行）
  - 真犯人は!? 名探偵が解き明かす 残虐・未解決事件の謎（バンブーコミックス、竹書房、2015年3月発行)
  - 真犯人は!? 名探偵が解き明かす 驚愕! 暗殺事件の謎（バンブーコミックス、竹書房、2015年4月発行）

### 観月昴（みづき すばる）名義
- カブキの不動（『週刊漫画ゴラク』日本文芸社、全3巻［2010年刊］、Gコミックス版 / Kindle版あり）作画：奥道則
- Dr.カブキ（『別冊漫画ゴラク』2012年12月号、日本文芸社 / 『最強アウトロー伝説 黒い絆編』［日本文芸社、2018年刊］に収録）作画：奥道則
- 新宿セブン（『漫画ゴラクスペシャル』連載、日本文芸社、全12巻［2015年〜2020年］、Gコミックス版 / Kindle版あり）作画：奥道則
  - 2017年秋 ドラマ化（テレビ東京系「ドラマ24」）
- 新宿BOX（『週刊漫画ゴラク』2021年6月25日号[17] - 、日本文芸社）作画：奥道則

### 高田信（たかだ まこと）名義
- 鍵師ロック（『週刊漫画ゴラク』日本文芸社、全2巻、2017-2018年刊 / Kindle版あり）作画：飯星シンヤ

### あだちつよし作画作品
同郷（新潟県上越市）出身である漫画家のあだちつよしとのコンビで作品を発表することも多く、コンビ名として「HOME BOYS」（文字通りの意味は「同郷の人」）を称している。

マインドハック（『週刊漫画ゴラク』2021年10月～ 日本文芸社）連載中
単行本
- サラリーマン血風録（集英社〈ホームコミックス〉、全1巻、2002年刊 / Kindle版あり）※金田昭太郎[19]名義（脚本協力）
- 殴人K（なぐりびとケイ）（『ビジネスジャンプ』集英社、全1巻、2006年刊 / Kindle版あり） ※宮崎克名義
- 怪奇まんが道（『新耳袋 アトモス』ホーム社、2015年刊 / Kindle版あり） ※宮﨑克名義
  - このマンガがすごいWEBランキング 2016年1月 月間ランキング オンナ編1位
- 怪奇まんが道 奇想天外篇（『WEBコミックサイト「Z」』連載、ホーム社、2017年刊 / Kindle版あり） ※宮﨑克名義
  - このマンガがすごいWEBランキング 2018年2月 月間ランキング オンナ編1位

読切
- 狂走ナリ晋作（『時代劇漫画 刃-JIN-』小池書院 2008年7月号 / 『The サムライ』［小池書院、2009年刊］に収録） ※宮崎克名義
- 刑事あげいん（『プレイコミック』秋田書店 2011年8月号） ※宮崎克名義
- 沖田総司 鬼始末（『コミック乱ツインズ』リイド社 2014年8月号 / 『新選組オブ・ザ・デッド』［リイド社、2015年刊］に収録） ※宮崎克名義